# Ångsjön (Skinnskattebergs socken, Västmanland)
Ångsjön är en sjö i Skinnskattebergs kommun i Västmanland och ingår i Norrströms huvudavrinningsområde. Sjön är 5,9 meter djup, har en yta på 0,489 kvadratkilometer och befinner sig 114 meter över havet.

## Delavrinningsområde
Ångsjön ingår i det delavrinningsområde (663138-148756) som SMHI kallar för Mynnar i Nedre Vättern. Medelhöjden är 149 meter över havet och ytan är 22,97 kvadratkilometer. Det finns ett avrinningsområde uppströms, och räknas det in blir den ackumulerade arean 31,73 kvadratkilometer. Uggelforsån som avvattnar avrinningsområdet har biflödesordning 4, vilket innebär att vattnet flödar genom totalt 4 vattendrag innan det når havet efter 194 kilometer. Avrinningsområdet består mestadels av skog (76 procent). Avrinningsområdet har 1,16 kvadratkilometer vattenytor vilket ger det en sjöprocent på 5 procent.